# 三角座11
三角座11，又名BD+31 427，HD 15176、SAO 55570、HR 712，是三角座的一颗恒星，视星等为5.54，位于銀經145.72，銀緯-26.79，其B1900.0坐标为赤經2h 21m 32.1s，赤緯+31° -26.79′ 8″。